# Urbano Ernesto Stumpf
Urbano Ernesto Stumpf (Passo Fundo, 15 de janeiro de 1916 - 17 de maio de 1998) foi um coronel-aviador, engenheiro aeronáutico, professor e inventor brasileiro.
Descendente de imigrantes alemães, é tido como o "Pai do motor a álcool no Brasil".

## Formação
Ingressou no IME (Instituto Militar de Engenharia) aos 34 anos. Formou-se em 1950 na primeira turma de Engenharia Aeronáutica do ITA (Instituto Tecnológico de Aeronáutica).
Iniciou seus estudos sobre a viabilidade do álcool como combustível neste mesmo instituto no ano seguinte.
Em seu pequeno escritório em sua empresa/laboratório de motores PENTRA (Pesquisa em Energia e Transporte), criada com o prêmio IBM de inovação, descobriu usando apenas lápis e papel que é possível criar um motor de cinco cilindros estável, bastando que as dimensões do motor obedeçam à proporção áurea. Neste mesmo laboratório, testava motores movidos a óleo de mamona, de babaçu e de laranja. Havia também os de uso externo, criados especificamente gerar energia para casas com fogões a lenha.

## O professor
Trabalhou na Escola de Engenharia da USP, em São Carlos, na Universidade de Brasília entre outras.
Graças a isto, divulgou suas ideias pelo meio acadêmico do Brasil.
Na Universidade de Brasília, foi diretor da Faculdade de Tecnologia e coordenou projetos diferentes como um Hovercraft sobre o lago Paranoá.
Em viagem para defender seu doutorado na USP de São Carlos, sofreu um acidente de trânsito e perdeu as cópias datilografadas de sua tese, o que o levou a desistir do título.
Previu que o final do petróleo comercialmente viável acontecerá em 2050.

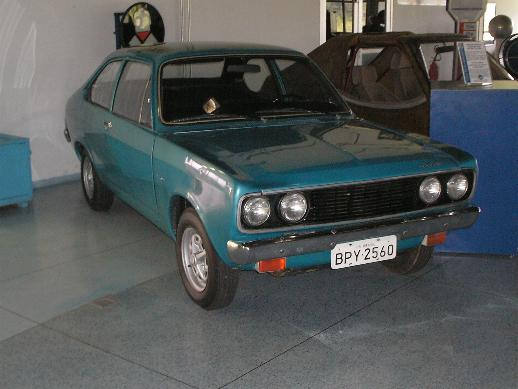
O Dodge Polara 1800 foi o primeiro automóvel equipado com um motor a álcool, durante a fase de testes.

## O motor
Quando da primeira crise do petróleo em 1973, o CTA (Centro Técnico Aeroespacial), incumbiu-o de realizar estudos técnicos sobre o etanol que permitiram que o governo mais tarde criasse o pró-álcool.
Durante três anos, de 1973 a 1976, realizou experiências com diversos tipos de motores adaptando-os para o uso do álcool combustível.
Nesta fase de experiências coordenou os trabalhos desenvolvidos por técnicos e engenheiros da Divisão de Motores do Instituto de Pesquisa e Desenvolvimento (IPD).
Em 1975, apresentou os resultados de seus estudos ao presidente Ernesto Geisel fato que contribuiu decisivamente para que o governo brasileiro criasse um programa de substituição de combustíveis derivados de petróleo por álcool.
O primeiro protótipo foi apresentado no Salão do Automóvel de São Paulo, de 1976 foi o Fiat 147, produzido em série a partir de 1979.

## A experiência definitiva
No dia 19 de outubro de 1976, teve início o "circuito de integração nacional". Uma experiência em que três carros (um Dodge, um Fusca e um Gurgel Xavante) movidos a álcool partiram do CTA. Percorreram nove estados brasileiros totalizando oito mil e quinhentos quilômetros de distância e retornando 21 dias depois ao ponto de partida.
Finalmente o carro a álcool torna-se uma realidade, quando a Fiat lançou o primeiro modelo comercial em 1980, com motor acionado exclusivamente a álcool.

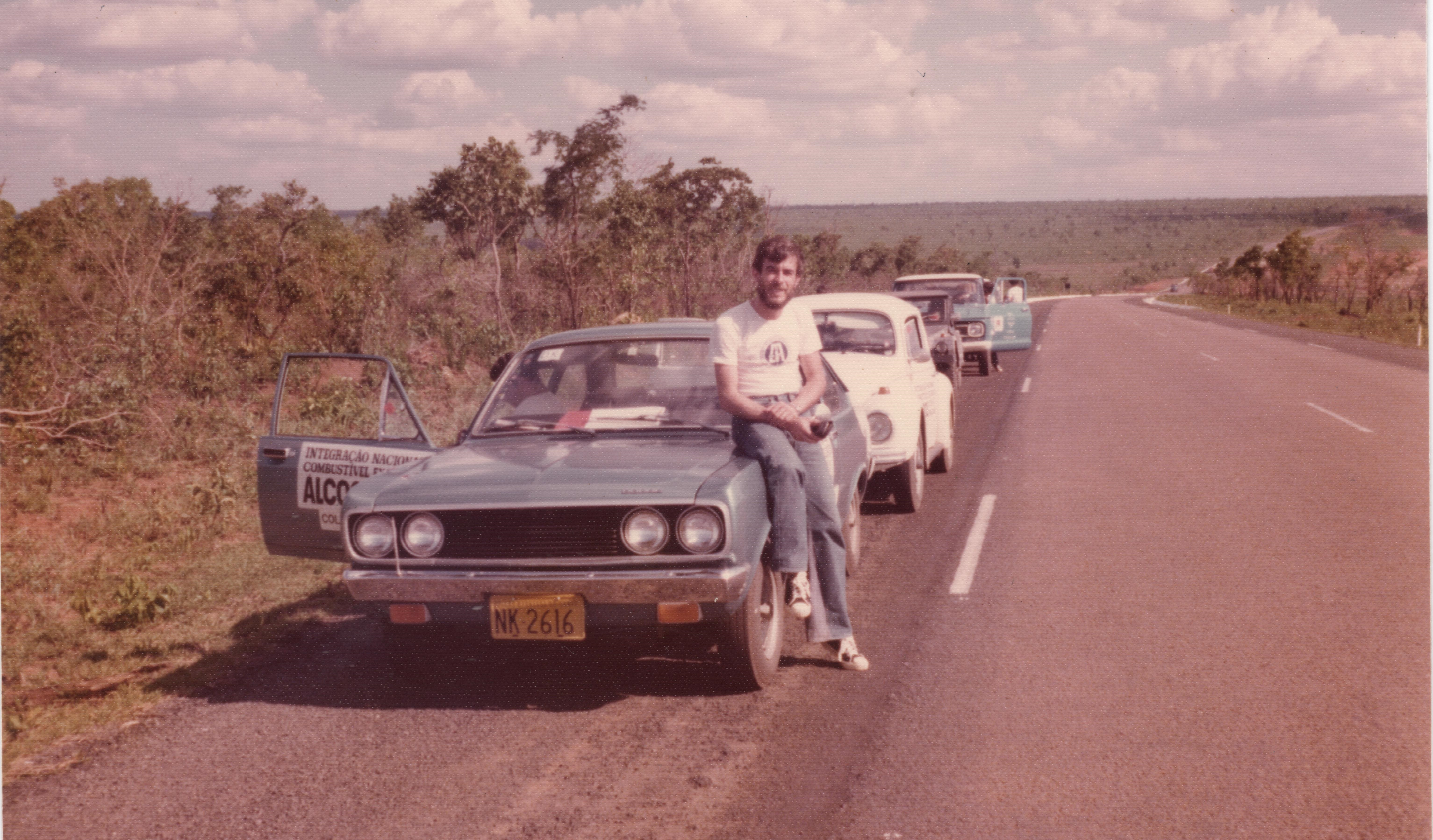
Foto tirada da caravana da integração composta por 3 veículos utilizando álcool exclusivo e dois de apoio, no trecho entre Campo Grande e Cuiabá. O Dodge Polara no momento estava sendo dirigido pelo Engenheiro Luiz Carlos Ferreira, formado na UnB e Assistente do Professor.

## Divulgando o álcool
Até o ano de 1982, o professor Urbano Ernesto Stumpf viajou por vários países do mundo divulgando as vantagens do etanol.
Esteve na Áustria, Nova Zelândia, Alemanha, França e Estados Unidos participando de simpósios demonstrando a evolução do motor a álcool.

## Homenagens
Infelizmente, o inventor é pouco conhecido do grande público, apesar de suas contribuições para o desenvolvimento da ciência brasileira.
Em 9 de Novembro de 2004, o presidente Luiz Inácio Lula da Silva sancionou a lei Nº 10 968, batizando o Aeroporto de São José dos Campos como Aeroporto Professor Urbano Ernesto Stumpf, a partir do Projeto de Lei Nº 286/1999, de autoria da deputada federal Ângela Guadagnin.

Segue trecho da justificação do Projeto de Lei:
"Nascido em 1916 numa pequena cidade do interior do Rio Grande do Sul, Urbano Ernesto Stumpf graduou-se como engenheiro aeronáutico na primeira turma do Instituto Tecnológico de Aeronáutica, o lTA, e, já no limiar dos anos 50, iniciou carreira como docente e pesquisador do mesmo Instituto. Ao longo de décadas, o Professor Stumpf, embora desconhecido do grande público, construiu uma carreira brilhante, seja atuando na formação de jovens profissionais, seja conduzindo pesquisas com incansável dedicação, no próprio ITA, na Escola de Engenharia de São Carlos, em São Paulo, e na Universidade de Brasília.
Desde o começo de sua carreira, o Professor Stumpf abraçou uma ideia que marcou a sua vida: a viabilidade do álcool como combustível. Em 1951, no ITA, o Professor Stumpf deu início às pesquisas que culminaram no desenvolvimento do motor a álcool. Desde essa data, até 1980, quando a FIAT lançou o primeiro modelo de série movido a álcool combustível, o caminho foi árduo. Stumpf trabalhou incansavelmente tanto como pesquisador - foram cerca de 30 mil horas de ensaios com quase todos os tipos de motores disponíveis - quanto como 'relações públicas', ministrando palestras no Brasil e no exterior, para convencer as pessoas da exequibilidade do projeto.

Falecido em no último dia 17 de maio [de 1998], o Professor Stumpf nos deixou um exemplo de como qualquer crise pode ser superada pela engenhosidade humana. A homenagem que ora estamos propondo é mais do que justa para aquele que passará à história da engenharia nacional como o 'pai do motor a álcool'".
Em 04 de novembro de 2014, foi fundado o CPE - Centro de Pesquisas em Engenharia Prof. Urbano Ernesto Stumpf, dedicado "ao desenvolvimento de pesquisas em motores alimentados por biocombustíveis, com o patrocínio do Acordo firmado entre a FAPESP e o Grupo PSA, dono das marcas Peugeot, Citroën e DS".
Em 13 de junho de 2017, a rodovia ERS 142, que liga sua cidade natal Não-Me-Toque às cidades vizinhas, foi rebatizada para "Rodovia Urbano Ernesto Stumpf" pela Assembleia Legislativa do Estado do Rio Grande do Sul, em função do Projeto de Lei Nº 408/2015, de autoria do deputado estadual Vilmar Perin Zanchin (RS).